# George Duryea Hulst
George Duryea Hulst, född den 9 mars 1846 i New York, död den 5 november 1900, var en amerikansk präst och entomolog som var specialiserad på fjärilar.
Efter sin prästvigning 1869 började han arbeta vid South Bushwick Reformed Church och blev kvar där fram till sin död. Trots att hans huvudfokus var på prästyrket gjorde han under samma tid viktiga bidrag till vetenskapen. Han var en tidig medlem i Brooklyn Entomological Society och redaktör för dess publikation Entomologia Americana mellan 1887 och 1889. 1888 började han som entomolog vid Rutgers' New Jersey Agricultural Experiment station och grundade den entomologiska avdelningen där samtidigt som han undervisade i entomologi vid universitetet. Han slutade redan efter ett år då det blev uppenbart att det tog för mycket tid från hans uppdrag som pastor. 
Auktorsnamnet Hulst kan användas för George Duryea Hulst i samband med ett vetenskapligt namn inom zoologin; se Wikipedia-artiklar som länkar till auktorsnamnet.